# Una patatina nello zucchero
Una patatina nello zucchero è uno spettacolo teatrale del 1999 scritto e diretto da Anna Marchesini. Si tratta del secondo spettacolo da solista dell'attrice dopo lo scioglimento del Trio e alcune collaborazioni col solo Tullio Solenghi, nonché dopo lo spettacolo dell'anno precedente intitolato Parlano da sole, del quale riprende il format.

## Lo spettacolo
Nel primo atto Anna Marchesini metteva in scena due atti unici scritti da Alan Bennett per la serie Talking Heads (tradotta in italiano come Signore e signori); il secondo atto era un testo originale della stessa Marchesini. Filo conduttore dei tre testi è il sesso, argomento affrontato con delicatezza, ironia e sensibilità: il titolo dello spettacolo (traduzione di quello originale del primo monologo, A Chip in the Sugar) presenta un allusivo doppio senso che sintetizza questa visione.

### Atto I

#### Una patatina nello zucchero
Graham Whittaker è un uomo di mezza età, affetto da una cronica depressione, che vive con l'anziana, dispotica madre Vera; i due hanno un rapporto simbiotico, fatto di piccoli litigi e noiose abitudini. Tutto cambia quando la donna incontra Frank, un suo fascinoso coetaneo, che comincia a corteggiarla scatenando la gelosia di Graham. Frank finisce addirittura per chiedere a Vera di sposarlo, suggerendole di lasciare Graham al proprio destino; l'uomo scopre però che Frank è sposato con una donna invalida, e per sfuggire alla tristezza del suo matrimonio si concede spesso avventure con altre signore: Vera non è l'unica ad aver ricevuto una proposta di matrimonio. Graham, trionfante, corre a spifferare la verità a sua madre, che però sfoga su di lui tutta la propria disperazione: nel drammatico litigio che ne consegue, Vera gli rivela di aver sempre saputo dell'omosessualità che lui si ostina a reprimere, arrivando a definirlo anormale. Il giorno dopo, tuttavia, Vera sembra aver dimenticato la faccenda, e i due ritornano alla loro ipocrità normalità.

#### L'occasione d'oro
Lesley è un'aspirante attrice ingenua e svaporata, che dopo un'infruttuosa comparsata nella soap opera Sentieri crede di aver trovato la sua occasione grazie all'ambiguo regista Gunther, che le ha proposto il ruolo di Travis, disinibita protagonista di un film destinato al mercato della Germania Ovest, il quale a suo dire lancerà la carriera dell'attrice. In realtà è piuttosto chiaro che quello girato sia un film pornografico di bassissima qualità, e che pur di ottenere la parte Lesley abbia dovuto cedere alle avances sessuali di Gunther; tuttavia, troppo entusiasta per accorgersene, l'attrice crede di aver offerto la performance migliore della sua carriera, e si ostina ad attendere invano di essere contattata da registi e produttori di grido.

### Atto II

#### Merope Generosa
La sessuologa Merope Generosa organizza una seduta di gruppo per alcune pazienti, tutte interpretate dalla stessa Marchesini. Nonostante la ritrosia della dottoressa a parlare di determinati argomenti e a pronunciare parole allusive, durante la seduta vengono affrontati argomenti tabù come il sesso orale, l'infedeltà, l'emancipazione femminile. Sebbene non venga specificato, queste pazienti sono altri personaggi dell'attrice, tra i quali sono riconoscibili la Signorina Carlo e la Sora Flora.

## Produzione e allestimento
Come Parlano da sole, anche questo spettacolo debuttò al Teatro Olimpico di Vicenza, poco meno di un anno dopo il primo. Lo spettacolo fu registrato e trasmesso su Raidue. Oggi è reperibile sulla piattaforma RaiPlay.